# Индийский добровольческий легион СС «Свободная Индия»
Легион «Свободная Индия» (также известен под названиями Легион «Тигр», Легион «Фрайес Индиен», Легион «Азад Хинд», Indische Freiwilligen-Legion Regiment 950 или I.R 950 (нем. Indisches Infanterie Regiment 950)) — воинская часть в составе вермахта, а затем в составе легионов СС, существовавшая в период Второй мировой войны и принимавшая участие в боях в Европе, в частности, в Бордо (оборона т. н. Атлантического вала). Более 59 % солдат легиона были индуистами, 25 % мусульманами — выходцами из племён с территорий современных Пакистана, Бангладеш, а также из мусульманских общин западной и северо-западной Индии, и 14 % сикхами.

## История
26 августа 1942 года из пленных британских солдат в Северной Африке был сформирован так называемый Индийский легион вермахта (с лета 1944 — «Индийский добровольческий легион СС»). Большинство солдат легиона были индуистами и владели хинди. Поскольку немецким языком эти люди не владели, общение в соединении было на английском.

## Известные военные акции соединения
Весной 1944 года 2500 человек Индийского легиона были направлены в район Бордо в крепости «Атлантического вала». Первой боевой потерей стал лейтенант Али Хан, в августе 1944 года убитый французскими партизанами при отступлении легиона в Эльзас. Остатки легиона пытались в марте 1945 года прорваться в Швейцарию, но были взяты в плен французами и американцами. Пленных передали британцам для казни как изменников собственной державы. Бывших легионеров отправили в тюремные камеры Дели, а наиболее опасные были сразу же расстреляны. Однако в Индии участников легиона «Свободная Индия» местное население встретило как героев, из-за чего британцы были вынуждены амнистировать большинство из них.

## Иллюстрации
- 21 марта 1944 г. Атлантический вал
- 1942 г. Солдаты легиона «Свободная Индия» приносят присягу
- 16 ноября 1943, Берлин, отель Кайзерхоф. Торжественное собрание, посвященное учреждению временного Индийского национального правительства.
- 16 ноября 1943, Берлин, отель Кайзерхоф
- Генерал-фельдмаршал Роммель инспектирует укрепления и моральное состояние войск. Февраль 1944 года.